# Claro dos Poções
Claro dos Poções là một đô thị thuộc bang Minas Gerais, Brasil. Đô thị này có diện tích 705,965 km², dân số năm 2007 là 8131 người, mật độ 11,6 người/km².